# Melden
Melden är en ort i Belgien.   Den ligger i provinsen Östflandern och regionen Flandern, i den västra delen av landet, 60 km väster om huvudstaden Bryssel. Melden ligger 15 meter över havet och antalet invånare är 894.
Terrängen runt Melden är platt. Runt Melden är det tätbefolkat, med 308 invånare per kvadratkilometer.. Närmaste större samhälle är Oudenaarde, 5,1 km nordost om Melden. 
Omgivningarna runt Melden är en mosaik av jordbruksmark och naturlig växtlighet.